# Radosław Wiatr
Radosław Jacek Wiatr (ur. 10 lutego 1990 w Leżajsku) – polski działacz partyjny i samorządowiec, w latach 2022–2023 drugi wicewojewoda podkarpacki.

## Życiorys
Pochodzi z Nowej Sarzyny, gdzie ukończył Zespół Szkół im. Ignacego Łukasiewicza. Został absolwentem ekonomii w Wyższej Szkole Informatyki i Zarządzania w Rzeszowie. Wszedł w skład zarządu Lokalnej Grupy Działania „Region Sanu i Trzebośnicy”. Zaangażował się w działalność polityczną w ramach Prawa i Sprawiedliwości. W 2018 został wybrany do rady miejskiej Nowej Sarzyny. Od 2015 do 2020 kierował biurem poselskim Jerzego Paula, następnie został szefem biura europosła Tomasza Poręby. W 2021 objął stanowisko doradcy wojewody podkarpackiego Ewy Leniart.
9 marca 2022 powołany na stanowisko drugiego wicewojewody podkarpackiego z zadaniami dotyczącymi m.in. kryzysu uchodźczego na granicy Polski z Ukrainą. Odwołany z funkcji wicewojewody z dniem 20 grudnia 2023.  W 2024 bez powodzenia kandydował do rady powiatu leżajskiego z ramienia lokalnego komitetu konkurencyjnego wobec PiS.